# Rehberg (Waldfisch)
Der Rehberg ist eine Erhebung in der nördlichen Flur von Waldfisch im Wartburgkreis und gehört zum Nordrand des Moorgrundes, er wird forstwirtschaftlich genutzt.
Der Berg befindet sich etwa einen Kilometer nördlich der Ortslage über dem Saargrund. Nach Osten grenzt der Rehberg an die Ausläufer der Ruhler Berge mit dem markanten Kissel. An der Flanke des Berges ziehen sich in mehreren Büscheln Hohlwege als Zeugen der mittelalterlichen Verkehrswege im Moorgrund entlang. Zu ihrer Kontrolle wurden die Burgen Alter Ringelstein und Neuer Ringelstein in Sichtweite des Rehberges erbaut. Heute führt die Bundesstraße 19 dicht westlich am Rehberg entlang.